# Farkas Ákos (politikus)
Kóji és doroghi Farkas Ákos Győző (Tiszakürt, 1894. augusztus 22. – Budapest, 1952. november 21.) magyar politikus, Budapest polgármestere a német megszállás idején.

## Családja és származása
Az erdélyi nemesi származású doroghi Farkas család sarja. Apja doroghi Farkas Ákos Jenő, göbőljárási gazdatiszt, anyja Czabán Mária (1876–1953) volt. Az apai nagyszülei dorogi Farkas Lajos (1821–1894), jogász, ügyvéd, 1848-as honvédszázados, nagykárolyi szolgabíró, Hajdúdorog polgármestere, a Hajdú-kerület főügyésze, és Szügyi Janka voltak. Az anyai nagyszülei Czabán Dániel (1821–1894), debreceni pékmester, és Kövessy Borbála (1821–1894) voltak. Az apai ági ősei Farkas Mihály 1605. december 4-én Bocskai Istvántól címeres nemeslevelet szerzett.

### Házassága
1921. december 27-én Budapesten, feleségül vette a református felekezetű polgári származású Weidinger Ilona Mária (Tiszatarján, 1895. december 28.–†?) kisasszonyt, akinek a szülei a római katolikus Weidinger Géza (1869–1913), kataszteri főmérnök, és a református nemesi származású madari Édes Olga voltak. Az apai nagyszülei Weidinger János (1838–1873), pécsi bútorasztalos, és Mayer Mária (1848–1929) voltak. Az anyai nagyszülei madari Édes Vince (1834–1900), tiszatarjáni református lelkész, egyházmegyei tanácsbíró, 1848-as honvéd tüzér tizedes, földbirtokos, és nádasdi Rácz Etelka voltak. Weidinger János (1838–1873) bútorasztalosnak az elsőfokú unokatestvére Weidinger Alajos (1837–1898) honvédszázados magyar nemesség, illetve a "makárvölgyi" nemesi előnév adományozásában részesült I. Ferenc József magyar királytól; egyetlenegy fia halálával kihalt a frissen nemesített makárvölgyi Weidinger család nemesi ága.

## Élete
A jogot a budapesti egyetemen végezte el. 1913 májusától a főváros szolgálatában állt. Az első világháború alatt a szerbiai főkormányzóság alkalmazottja volt. 1919-ben visszatért a budapesti városházára, ahol Sipőcz Jenő polgármester titkára lett. Ezt az állást 1933-ig töltötte be, majd 1939-ig az elnöki és üzemgazdasági osztályt vezette. 
A Magyarország német megszállása elleni tiltakozásul lemondott Szendy Károly helyett 1944. május 19-én megválasztották Budapest polgármesterévé. Állását a nyilas puccsot követően is megtartotta, és aktív szerepet játszott a budapesti zsidóság gettósításában is. 1944 végén Németország területére menekült a szovjet csapatok elől, de amerikai fogságba esett, akik kiszolgáltatták Magyarországnak mint háborús bűnöst. A népbíróság 1946-ban 10 év kényszermunkára ítélte, amelyet a váci börtönben volt kénytelen letölteni. Kilenc év fogság után megbetegedett, és még a börtönben meghalt a Kozma utcai Budapesti Fegyház és Börtönben 1952. november 21-én.

## Művei
- Nemzeti szociálpolitikát!; Stádium, Bp., 1931
- Új földbirtokpolitika; Stádium Nyomda, Bp., 1932
- Budapest tisztviselői hajdan és most; Budai Napló, Bp., 1937 (Holló Mátyás Társaság könyvtára)